# 106-й отдельный моторизованный инженерный батальон
106-й отдельный моторизованный инженерный батальон  — воинское подразделение Вооружённых Сил СССР во время Великой Отечественной войны.

## История
В составе действующей армии с 28 июня 1941 по 30 мая 1944 года. В течение всей войны находился в непосредственном подчинении управления инженерных войск Ленинградского фронта, передаваясь в оперативное подчинение для использования на наиболее ответственных участках.
С июля 1941 года занят установкой минно-взрывных заграждений в полосе предполья между реками Плюсса и Луга. В ходе наступления немецких войск, воины батальона, действуя на дорогах мелкими подразделениями, устраивали засады и устанавливали мины. К 14 июля 1941 года переброшен к плацдарму на реке Луга в районе Ивановской для минирования и установки малозаметных проволочных препятствий перед плацдармом противника. Затем привлечён к оборудованию тылового рубежа обороны на Пулковских высотах.
В августе 1941 года батальон спешно переброшен под Красное Село, минирует подступы к нему и ведёт борьбу с бронетехникой противника, отступает, в сентябре 1941 года ведёт крайне тяжёлые бои с частями 58-й пехотной дивизии между Стрельной и Урицком, отступил к Пулково. В результате этих боёв батальон был практически уничтожен и лишь чудом смог спасти штабные документы и печать.
С 19 августа 1942 года участвует в боях на реке Тосна.
С 9 сентября 1942 года батальон обеспечивает форсирование Невы с целью захвата вновь Невского пятачка 27 сентября 1942 года. После неудачной попытки 9 сентября 1942 года, в ночь на 27 сентября батальон навёл и обеспечивал одну из переправ через Неву в течение трёх суток. В декабре 1942 года обеспечивает переправу на плацдарм по льду лёгких танков и артиллерии.
В январе 1943 года батальон принимает непосредственное участие в Операции по прорыву блокады Ленинграда, наступая в первых порядках, проделывая проходы в минных полях и уничтожая взрывчаткой вражеские опорные пункты. Несёт большие потери, используемый как штурмовое подразделение и был отведён в резерв фронта. Затем, в течение 1943 года, батальон ведёт бои под Синявином. Так, утром 12 августа 1943 года батальон, действуя в порядках 128-й стрелковой дивизии, сумел захватить в рукопашной первую полосу обороны на одной из ключевых высот, затем был отрезан от своих, вёл бой в окружении.
Из воспоминаний командира батальона И. И. Соломахина:

 — Как черти из преисподней поднялись наши после ракет. Я сам обалдел, хотя тренировал. Бегут на гору молча, слышен только топот. Закричали уже потом, когда первые гранаты бросили. Что кричали — разве поймёшь в эту минуту? Кто «ура», кто «бей гадов», кто «за Родину», а кто и по матушке… Пошла буквально сеча, резня ножами, рубка лопатами. Фашисты то выскочат из своих лисьих нор, то обратно нырнут… Даже в крайне невыгодной для них ситуации мелкие группы врага оборонялись отчаянно… На старшего сержанта Виктора Феофанова напали два здоровенных гитлеровца и пытались его задушить. Виктор успел одного сбить с ног ударом в живот, второго прикончил подоспевший ефрейтор Александр Мартьянов. Солдат первой роты Топорков был сбит с ног. Навалившийся на него фашист ударил Топоркова ножом — к счастью, нож скользнул по лопатке. Пробегавший мимо парторг роты старший сержант Л. Н. Соловьёв (ныне полковник) прикончил фрица, а Топоркова отправил на перевязку. Принятый перед боем в партию сапёр Пётр Форощенко заметил, как залёгший за камнем фашист целится в идущего по траншее офицера. Он резко столкнул командира в приямок и швырнул в гитлеровца гранату…— http://www.epoha-union.org/106/106history.html
В сентябре 1943 года действует на фланге 30-го гвардейского стрелкового корпуса, продолжая бои за Синявинские высоты.
23-24 декабря 1943 года батальон был занят строительством пирса в районе Лисьего Носа для перевозки тяжёлой техники на Ораниенбаумский плацдарм.
В январе 1944 года участвует в Ленинградско-Новгородской наступательной операции. За двое суток до начала общего наступления забросил в тыл противника группу глубокой инженерной разведки. Задача группы состояла в разведке дорог и мостов на магистральной шоссейной дороге Ленинград — Кингисепп и предотвращении взрывов мостов отступающими немецкими войсками. Наступает вместе с войсками 42-й армии, отличился при освобождении Красного Села и Кингисеппа, строит дорогу Петергоф — Ораниенбаум.
В конце апреля 1944 года, дойдя до укреплённой линии «Пантера» близ Пскова, батальон отправился в резерв на Карельский перешеек
14 июня 1944 года переформирован в 172-й отдельный инженерно-сапёрный батальон 20-й инженерно-сапёрной бригады

## Полное наименование
- 106-й отдельный моторизованный инженерный Кингисеппский батальон

## Подчинение
| Подчинение по месяцам | Подчинение по месяцам | Подчинение по месяцам | Подчинение по месяцам | Подчинение по месяцам |
| Дата                  | Фронт (округ)         | Армия                 | Корпус (группа)       | Примечания            |
| --------------------- | --------------------- | --------------------- | --------------------- | --------------------- |
| 22 июня 1941 года     | -                     | -                     | -                     | нет данных            |
| 01 июля 1941 года     | -                     | -                     | -                     | нет данных            |
| 10 июля 1941 года     | -                     | -                     | -                     | нет данных            |
| 1 августа 1941 года   | -                     | -                     | -                     | нет данных            |
| 1 сентября 1941 года  | Ленинградский фронт   | 42-я армия            | -                     | -                     |
| 1 октября 1941 года   | Ленинградский фронт   | -                     | -                     | -                     |
| 1 ноября 1941 года    | Ленинградский фронт   | 42-я армия            | -                     | -                     |
| 1 декабря 1941 года   | Ленинградский фронт   | 42-я армия            | -                     | -                     |
| 1 января 1942 года    | Ленинградский фронт   | 42-я армия            | -                     | —                     |
| 1 февраля 1942 года   | Ленинградский фронт   | 42-я армия            | -                     | —                     |
| 1 марта 1942 года     | Ленинградский фронт   | 23-я армия            | -                     | —                     |
| 1 апреля 1942 года    | Ленинградский фронт   | 23-я армия            | -                     | —                     |
| 1 мая 1942 года       | Ленинградский фронт   | 23-я армия            | -                     | —                     |
| 1 июня 1942 года      | Ленинградский фронт   | 23-я армия            | -                     | —                     |
| 1 июля 1942 года      | Ленинградский фронт   | 23-я армия            | -                     | —                     |
| 1 августа 1942 года   | Ленинградский фронт   | -                     | -                     | —                     |
| 1 сентября 1942 года  | Ленинградский фронт   | -                     | -                     | —                     |
| 1 октября 1942 года   | Ленинградский фронт   | -                     | -                     | —                     |
| 1 ноября 1942 года    | Ленинградский фронт   | -                     | -                     | —                     |
| 1 декабря 1942 года   | Ленинградский фронт   | -                     | -                     | —                     |
| 1 января 1943 года    | Ленинградский фронт   | -                     | -                     | —                     |
| 1 февраля 1943 года   | Ленинградский фронт   | -                     | -                     | —                     |
| 1 марта 1943 года     | Ленинградский фронт   | -                     | -                     | —                     |
| 1 апреля 1943 года    | Ленинградский фронт   | -                     | -                     | —                     |
| 1 мая 1943 года       | Ленинградский фронт   | -                     | -                     | —                     |
| 1 июня 1943 года      | Ленинградский фронт   | -                     | -                     | —                     |
| 1 июля 1943 года      | Ленинградский фронт   | -                     | -                     | —                     |
| 1 августа 1943 года   | Ленинградский фронт   | -                     | -                     | —                     |
| 1 сентября 1943 года  | Ленинградский фронт   | -                     | -                     | —                     |
| 1 октября 1943 года   | Ленинградский фронт   | -                     | -                     | —                     |
| 1 ноября 1943 года    | Ленинградский фронт   | -                     | -                     | —                     |
| 1 декабря 1943 года   | Ленинградский фронт   | -                     | -                     | —                     |
| 1 января 1944 года    | Ленинградский фронт   | -                     | -                     | —                     |
| 1 февраля 1944 года   | Ленинградский фронт   | -                     | -                     | —                     |
| 1 марта 1944 года     | Ленинградский фронт   | -                     | -                     | —                     |
| 1 апреля 1944 года    | Ленинградский фронт   | -                     | -                     | —                     |
| 1 мая 1944 года       | Ленинградский фронт   | -                     | -                     | —                     |

## Командиры
- капитан П. К. Евстифеев
- подполковник Иван Иванович Соломахин

## Награды и наименования
| Награда         | Дата                | За что получена |
| --------------- | ------------------- | --------------- |
| «Кингисеппский» | 1 февраля 1944 года |                 |

## Память
- Памятник на Синявинских высотах с надписью «12 августа 1943 года эту высоту штурмом взяли сапёры 106-го инженерного батальона Ленфронта».
- Военно-исторический музей школы № 51 Санкт-Петербурга

## Другие инженерно-сапёрные подразделения с тем же номером
- 106-й отдельный сапёрный батальон 4-го гвардейского танкового корпуса
- 106-й отдельный сапёрный батальон 64-й стрелковой дивизии 1-го формирования
- 106-й гвардейский отдельный сапёрный батальон
- 106-й отдельный инженерно-сапёрный батальон
- 106-й отдельный горный инженерно-сапёрный батальон
- 106-й отдельный моторизованный штурмовой инженерно-сапёрный батальон
- 106-й отдельный инженерно-минный батальон
- 106-й отдельный моторизованный понтонно-мостовой батальон